# Aeródromo Molco
El Aeródromo Molco (OACI: SCCM) es un terminal aéreo ubicado junto a la localidad de Choshuenco, comuna de Panguipulli, Provincia de Valdivia, Región de Los Ríos, Chile. Es de propiedad privada.